# John Henry Griesbach
John Henry Griesbach (Windsor, 20 de juny de 1789 - Kensington, 9 de gener de 1875) fou un musicòleg i compositor anglès.
Encara que principalment consagrat a l'ensenyança, escriví nombroses composicions de gèneres diversos, destacant entre elles l'oratori Daniel, l'obertura i interludis per a La tempesta de Shakespeare; l'opereta The Roayal Captive; l'òpera The Goldsmith of West Cheap; el drama musical Raby Ruins, diverses obertures i d'altres obres instrumentals, himnes, cantates, cançons, etc.
Entre els seus treballs didàctics cal assenyalar:
- An Analysis of musical sounds;
- The Fundamental Elements of Counterpoint;
- The Acoustic Laws of Harmony;
- Tables showing the variations of musical pitch from the time of Haendel to 1859.

Durant diversos anys fou director de la Philarmonic Society de Londres.